# Световид
Световит или Свентовит (лат. Zuantevith, пољ. Świętowit) je старословенски бог рата и плодности који је био посебно обожаван код Полапских Словена. Значајно место његовог култа се налазило на острву Риген, у данашњој Немачкој.

## Етимологија
Први део Свентовитовог имена, swant-/svęt- се може интерпретирати као моћан, снажан, док би суфикс -wit/-vit , према поређењу са речју витез, могао значити ратник, господар или победник. Други елеменат је заступљен код богова прибалтичких Словена (нпр. Јаровит, Рујевит, Поревит), а у исто време је заступљен као први члан или наставак у неким словенским именима (нпр.Витољуб, Витомир, Људевит, Добровит) Овако преведено, његово име би могло значити „моћни победник” што указује на његову природу као бога рата.
У српској научној и популарној литератури име овог божанства обично се наводи као Световид, иако се у латинским изворима наводи као Suantauü(h)us, Szuentevit, Zuantevith, тако да неки сматрају да је правилна име Свентовит. Облик са завршетком на -вид je вероватно узрокован повезивањем са култом хришћанског светитеља Вита из Анконе, мученика под Диоклецијаном код Срба и Хрвата, којима је то име дошло из Италије прекo области у јадранском приморју које су биле под јурисдикцијом сплитских, дубровачких или барских архиепископа. у облику Сут-вид, (свети) Вид.

## Световид код јужних Словена
Име „Световид” код Срба потиче из народне интерпретације Видовдана, претходно празника посвећеног Светом Виту, као празника посвећеног отпору турској инвазији, чија је обнова ишла упоредо са порастом српског националног романтизма средином XIX века. Ова интерпретација настала је као последица објављивања Кнежеве вечере 1815. године и помена Видовдана као дана одигравања Косовске битке у Рјечнику Вука Караџића 1818. године. Сицилијански мученик је, истовремено, скоро сасвим заборављен. Није прослављан у богослужењу, химнографији и иконографији, а у каснијој стручној и популарној литератури негирала се чак и било каква веза између њега и Видовдана, постулирајући да је празник заправо био посвећен старом словенском божанству Виду.
Паганска суштина и значење Видовдана највећим делом је заснована на студијама Натка Нодила о старој религији Срба и Хрвата писаних крајем XIX века. Овде је изнета претпоставка да је Свентовит ("Световид") био врховни бог свих Словена и о улози светог Вита у смањивању популарности његовог култа ради лакшег придобијања словенских народа новој вери. Нодило је пренео на Србе, Хрвате и друге Словене Хелмолдово сведочење о повезаности култова светог Вита и паганског бога Свентовита код прибалтичких словенских племена. Реч је о прилично сложеном питању које још није у потпуности расветљено у науци, и где постоје извесне контрадикторности између доступних извора по питању повезаности Свентовита и светог Вита.

### Међу Србима
Кад је реч о Србима, чини се да нема никаквог реалног основа за тврдњу да су они уопште знали за поменутог бога пре него што су штампани списи у којима се о њему говори. У савременој науци о старој словенској религији обично се прихвата мишљење да је Свентовит био најпоштованији бог рујанских и других балтичких Словена, али да никада није био општесловенско божанство. И поред тога, у српској и хрватској средини још увек се повремено заступа Нодилово гледиште да су и јужни Словени поштовали рујанског бога. При томе се, по угледу на Нодила, он сасвим произвољно назива Световидом или, још чешће, Видом, како би му се име прилагодило топонимској, ономастичкој и другој етнолошкој грађи на којој је заснована претпоставка о поштовању Свентовита код Срба и Хрвата у доба паганства, а која највећим делом припада фолклорној садржини култа светог Вита. То су углавном веровања везана за Видовдан и утемељена на народној етимологији светитељевог имена, према којој је он поштован као заштитник вида и исцелитељ очних болести.
У селу Мокра код Беле Паланке, 2011. године је подигнут дрвени кумир посвећен Световиту.

## Историјски извори
Главни историјски извори за постојање Свентовита долазе из 11—13. века, и дело су западноевропских хроничара. Међу најзначајнијима су Словенска хроника (лат. Chronica Slavorum) Хелмолда из Босауа и Дела Данаца (лат. Gesta Danorum) Саксона Граматика. Из њихових навода сазнајемо да је Свентовит најпоштованије божанство међу Рујанима, словенском племену настањеном на острву Рујан, данашњи Риген, на крајњем североистоку Немачке. Хелмолдова хроника описује Свентовита као бога рујанске земље, који се међу другим божанстава сматра главним. Хелмолд такође бележи да је Свентовит сматран за највише божанство, док је његов храм у граду Аркони био значајно пророчиште, наводећи да су га и друга словенска племена поштовала приносећи му дарове једном годишње.

Извод из Словенске Хронике: 
Међу свим многобројним божанствима Словена, међутим, Свентовит, бог земље Рујанаца истиче се као најславнији: он је неупоредиво делотворнији у пророчким одговорима, да из поштовања према њему они остале богове гледају као полубогове. Говорећи о овоме, они такође имају осећај сваке године да жребом изаберу једног хришћанина којег жртвују у нарочиту част своме богу. Његовом светилишту шаљу се одређене своте новца из свих словенских крајева да би се плаћали обреди жртвовања. Људи су, штавише, толико под утицајем изузетног поштовања овог храма да се никада не усуђују да се олако заклињу у њега, нити да се оскрнави и близина храма, чак и када су суочени са непријатељем.
Детаљније описе даће дански историчар Саксон Граматик. Он записује да су верници давали велике поклоне Свентовиту у Аркони, али и да је исти бог имао мање храмове у другим местима. Једном годишње „када би дошло време за жетву” скупио би се народ са целог острва и правио свечаност. У време тог окупљања главни свештеник Свентовита сакривао иза великог „колача од меда”, свакако и неке житарице, и питао народ да ли га види. Уколико би добио одговор да га верници виде, то јест да колач није довољно велики да га целог заклони, свештеник би одговарао да се нада да ће следеће године колач бити већи, а да га народ неће видети, то јест да ће жетва бити боља. Ритуал јасно показује да је један од Свентовитових домена, поред рата била земљорадња и обрађивање земље, што потврђују каснији етнографски докази.

Граматиков спис је такође значајан због давања детаљног описа Свентовитовог храма у Аркони:
У средишту града био је један отворен трг на коме је стајао раскошно израђен храм од дрвета према коме су се сви односили са страхопоштовањем, не само због његових прекрасних украса већ и због свете моћи везане за представу божанства које је било постављено унутра. На спољашњој страни блистало је свуда унаоколо од скупоцених радова у дрвету; низ различитих слика и фигура представљених у грубом и примитивном стилу. Храм је имао само један улаз. Само светилиште било је окружено са два ограђена простора, постављена један око другог. Спољашњи се заправо састојао од зидова и био је прекривен дрвеним кровом. Унутрашњи је имао четири стуба, али је уместо зидова имао прекрасне таписерије не укључујући кров и поједине плоче на таваници, није био повезан са спољашњим простором... Унутра, у храму, стајала је колосална статуа, много већа од 3 било ког човека, која је изгледала необично са своје четири главе на исто толико вратова, од којих су две биле окренуте напред ка грудима, а две назад ка леђима. Истовремено су и обе напред и обе назад биле постављене тако да је једна гледала надесно, а друга налево. Биле су представљене избријане и са кратко подшишаном косом, тако да би се могло поверовати да је уметник свесно опонашао традиционалну фризуру Рујанаца. У десној руци он је држао рог са орнаментима искованим од више различитих метала, који је свештеник, посвећен у божји култ, једном годишње имао обичај да пуни вином даљ би предсказао род који ће донети наредна година на основу спољашњег изгледа течности. Лева рука је придржавала савијени рог са шаком на страни. Огртач кипа се простирао до потколеница, које су биле направљене од друге врсте дрвета и биле причвршћене за колена повезом који је био тако добро сакривен, да би морао да се загледа врло помно да би се приметио. Стопала су изгледала као да стоје на земљи пошто је основа на којој су стајала била сакривена доле у поду. У близини су се могли видети ам, седло и други многобројни знаци статуе који су означавали њену божанску моћ. Посебно велико дивљење је побуђивао огромни мач кипа, чије су се корице и балчак, осим елегантно урезаних декорација истицале сребрном превлаком.

## Галерија
- Статуа Свентовитовог идола на Аркони.
- Збручки стуб за ког се сматра да представља Свентовита.
- Могући приказ Свентовитовог свештеника у цркви у Алтенкирхену на Ригену.
- Илустрација Свентовита из 1722. године
- Алфонс Муха, Слављење Свентовита, Словенска Хроника, 1912. године.
- Лауритс Туксен, Заузеће Арконе 1169.